# Van Coeverden
Van Coeverden is een van de oudste, nu nog bloeiende inheemse adellijke geslachten van Nederland.

## Geschiedenis
Het geslacht Van Coeverden stamt uit de rijksvrijen van het geslacht Van Borculo. In 1232 trouwde Hendrik II van Borculo met de erfdochter Eufemia van de burggraaf van Coevorden. Hun achterkleinzoon Reinald vernoemde zichzelf Van Coeverden, naar het voorgeslacht van zijn moeder.

### Van Coevorden
Oorspronkelijk waren de leden van de Van Coeverden-familie burggraaf van Coevorden, bestuurders van het schoutambt Drenthe en de stad Groningen.

### Erkenning
In 1814 werden drie leden van de familie benoemd in de ridderschap van Overijssel en verkregen daarmee, net als hun afstammelingen, het recht het predicaat jonkheer en jonkvrouw te dragen. De familie kent nog steeds talrijk nageslacht, voortkomend uit de tak Van Coeverden tot Wegdam.
In 1991, 1992, 1993 en 2009 is voor verschillende leden van het geslacht Van Coeverden erkend de titel van baron en barones voor hen en al hun afstammelingen in de mannelijke lijn, zowel mannelijke als vrouwelijke (bij Koninklijk Besluit), deze erkenning is verkregen vanwege oude adeldom en de door leden van het geslacht eerder gevoerde titels.
Niet alle leden van het geslacht voeren de titel baron: een klein aantal bleef bij het predicaat, zoals volgend uit de ridderschapsbenoeming van 1814, dat is: 'jonkheer'/jonkvrouw.

## Trivia
De stad Vancouver is vernoemd naar de Engelse kapitein George Vancouver, een nazaat uit het Nederlandse adellijke geslacht Van Coeverden. Hij verkende grote delen van Brits Columbia in de achttiende eeuw.

## Familiewapen
In goud drie rode adelaars (heraldisch rechts) met als onderschrift: En Dieu mon espérence et mon epée à ma défence (in God mijn geloof en mijn zwaard ter verdediging).

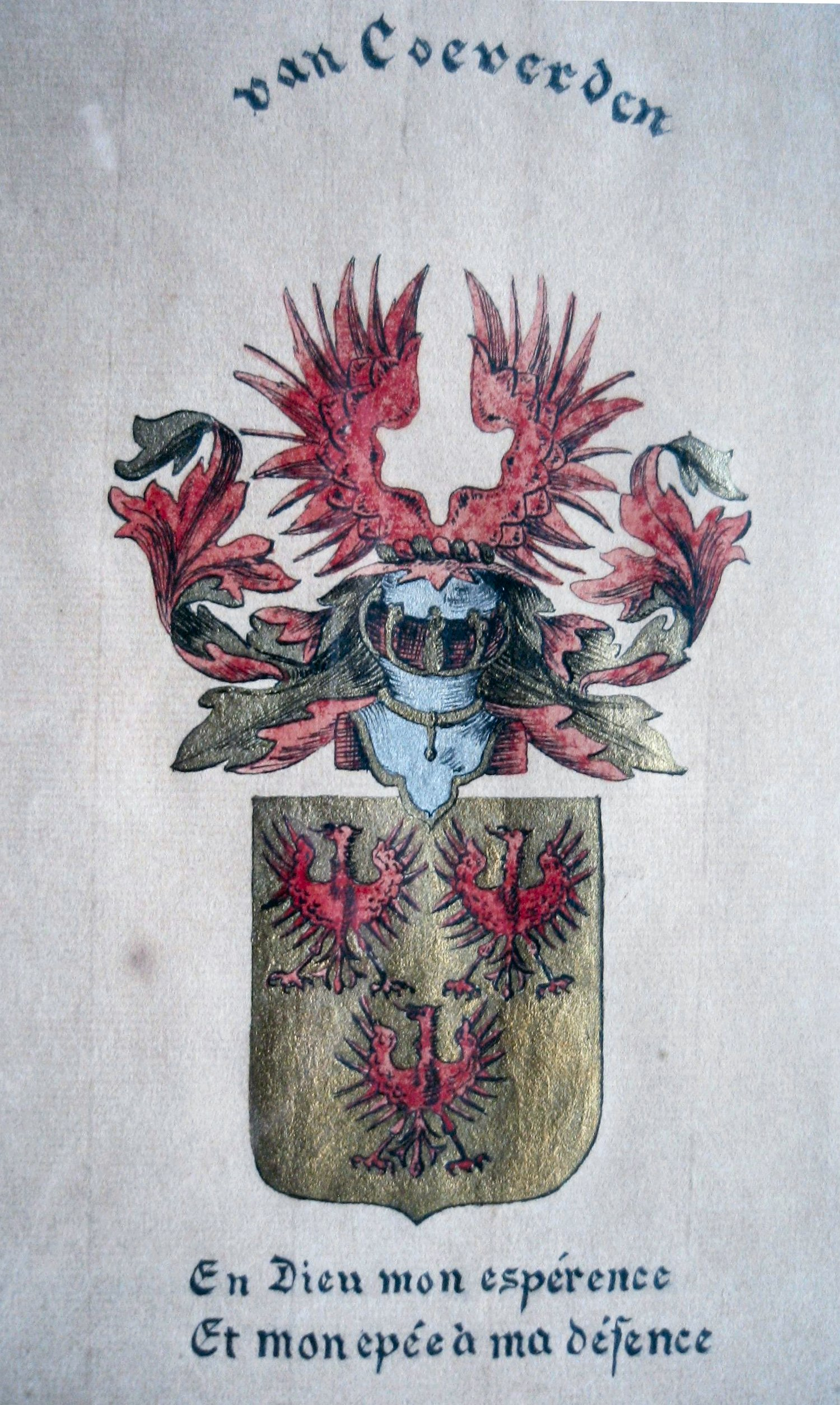
Familiewapen van Coeverden
Benoeming per Soeverein Besluit van 28 augustus 1814
Titelerkenning per Koninklijk Besluit van 3 december 1991